# Dichaetocoris anasazi
Dichaetocoris anasazi är en insektsart som beskrevs av Polhemus 1984. Dichaetocoris anasazi ingår i släktet Dichaetocoris och familjen ängsskinnbaggar. Inga underarter finns listade i Catalogue of Life.